# Hypercalymnia gloriosa
Hypercalymnia gloriosa är en fjärilsart som beskrevs av Sir George Hamilton Kenrick 1917. Hypercalymnia gloriosa ingår i släktet Hypercalymnia och familjen nattflyn. Inga underarter finns listade i Catalogue of Life.